# Ocupación japonesa de Guam
La ocupación japonesa de Guam fue el período en la historia de Guam entre 1941 y 1944 cuando las fuerzas imperiales japonesas ocuparon Guam durante la Segunda Guerra Mundial. La isla fue rebautizada Ōmiya-Jima (Gran Isla Santuario).

## Perspectiva general de Guam
Guam está localizada 12 grados, 75 minutos de latitud norte, y 144 grados, 47 minutos de longitud este. Guam es la isla más meridional del archipiélago de las Marianas. Es parte de una cordillera submarina y es la más grande de las 2.000 islas entre Hawái y las Filipinas. Los nativos de Guam son conocidos como "chamorros".

## Acontecimientos que llevaron a la ocupación
La Batalla de Guam en 1941 fue un combate durante la Guerra del Pacífico en la Segunda Guerra Mundial que tuvo lugar el 8 de diciembre de 1941 en Guam en las Islas Marianas entre las fuerzas japonesas y aliadas. Durante la batalla, el USS Penguin (AM-33) fue hundido después de derribar un avión japonés. El gobernador naval de Guam George McMillin se rindió ante las fuerzas japonesas alrededor de las 7:00 a. m. el 10 de diciembre del 1941, cediendo el control de la isla.

## La vida durante la ocupación
Durante ese periodo, los chamorros fueron forzados a soportar el sufrimiento de la ocupación militar en una guerra que no había sido provocada por ellos. En los primeros cuatro meses, la isla fue controlada por tropas armadas, quienes se alojaron en escuelas y edificios gubernamentales en Agaña. Los chamorros fueron obligados a aprender la costumbre japonesa de inclinarse, el yen japonés se convirtió en la moneda de la isla y los asuntos civiles fueron manejados por una rama militar llamada el minseisho. Los coches, radios y cámaras fueron confiscados y la comida fue racionada hasta que se agotaron los suministros.

El control de la isla pasó a la Armada Imperial japonesa en marzo de 1942. El keibitai, como fue conocido, gobernó al pueblo cerca de 19 meses. A los chamorros se les permitió permanecer en su granjas y comerciar con los productos que necesitaban. Las actividades sociales estaban permitidas, entre ellas: fiestas, cine japonés y competiciones deportivas. Reuniones masivas fueron celebradas en Agana para reforzar el "Nippon Seishen" (espíritu de Japón). Las escuelas fueron reabiertas y los chamorros fueron obligados a aprender el idioma y las costumbres japonesas. El inglés fue prohibido. A adultos y niños se les dieron clases de lectura, escritura, matemáticas y juegos y canciones japonesas.

## Eventos que llevaron al final de la ocupación
En los comienzos de 1944, la guerra iba mal para Japón. Con la amenaza de una invasión estadounidenses, el ejército japonés regresó a Guam trayendo consigo una nueva forma de gobierno estricta, el kaikontai. Se puso fin a las actividades sociales, se cerraron las escuelas y se obligó a los hombres, mujeres y niños mayores de 12 años chamorros a trabajar por largas horas en los campos reparando, construyendo pistas de aterrizaje, instalaciones de defensa y a cavar cientos de refugios subterráneos japoneses, muchos de los cuales están dentro de los límites del Parque Histórico Nacional de la Guerra del Pacífico de Guam. Los chamorros, laborando a punta de bayoneta, fueron maltratados y, en algunos casos, ejecutados después de completar las instalaciones de defensa. Sin advertencia, de 10000 a 15000 chamorros de todas las edades fueron forzados a marchar con solo las pertenencias que pudieran cargar a los campamentos en el centro de Guam y las selvas al sur. Con un resguardo insuficiente, poca comida, y sin instalaciones sanitarias, la vida en esos campos era miserable. A pesar de las dificultades, sin embargo, la encarcelación resultó ser una bendición disfrazada. Si ellos no hubieran sido trasladados, muchos de los chamorros habrían sido asesinados por la mala distribución de las bombas estadounidenses y el fuego cruzado japonés.

### El final de la ocupación
El 21 de julio, los estadounidenses aterrizaron en ambos lados de la península de Orote. En el lado oeste de Guam, los estadounidenses intentaron por todos los medios volver inoperativo el campo de aviación. La tercera división marina desembarcó cerca de Agana al norte de Orote a las 8:28 y la primera brigada provisional de la marina desembarcó cerca de Agat en el sur. La artillería japonesa hundió 20 LVTs, pero a las 9:00 se encontraban tanques en tierra en ambas playas. La 77.ª división de infantería tuvo una mayor dificultad al desembarcar. Por la carencia de vehículos anfibios, tuvieron que pasar con dificultad a tierra desde el borde del arrecife donde fueron dejados por sus lanchas de desembarque.
Para el anochecer, los estadounidenses habían establecido cabezas de playa de más o menos 2000 metros de anchura. Los contraataques japoneses se hicieron en su totalidad en los primeros días de la batalla, mayormente por la noche, usando tácticas de infiltración. Muchas veces penetraron las defensas estadounidenses y fueron obligados a retirarse con fuerte pérdida de hombres y equipo. El teniente general Takeshi Takashima fue muerto el 28 de julio y el teniente general Hideyoshi Obata tomó el mando de los defensores.
El abastecimiento era muy difícil para los estadounidenses en los primeros días de la batalla. Las lanchas de desembarco no podían acercarse más allá del arrecife, a muchos cientos de metros de la playa y los vehículos anfibios eran escasos. Sin embargo, las dos cabezas de playa se unieron el 28 de julio y el aeródromo de Orote y el puerto de Apra fueron conquistados el 30 de julio.
Los contraataques sobre las cabezas de playa estadounidenses habían agotado a los japoneses. A principios de agosto ellos se quedaron sin comida ni munición y solo les quedaron un puñado de tanques. Obata retiró a sus tropas del sur de Guam, planeando hacer resistencia en la montañosa parte central de la isla. Pero siendo imposibles el reabastecimiento y los refuerzos debido al control marítimo y aéreo de los estadounidenses en todo Guam, él no podría esperar otra cosa que retrasar unos días la inevitable derrota.
La lluvia y la densa jungla dificultaban las condiciones para los estadounidenses, pero después de un combate en el Monte Barrigada del 2 al 4 de agosto, la línea japonesa se desmoronó y el resto de la batalla fue una persecución hacia el norte. Como en otras batallas de la Guerra del Pacífico, los japoneses se negaron a rendirse y casi todos fueron asesinados.
El 10 de agosto de 1944, las fuerzas estadounidenses vencieron a las tropas japonesas en Guam, finalizando la ocupación.

## Vida hoy
Como resultado del fin de la ocupación japonesa, Guam celebra cada año el día de la liberación el 21 de julio. La isla también celebra una procesión el 8 de diciembre, esto también conmemora el día del ataque japonés. En este día la gente se reúne en Agaña, mira los desfiles y celebran carnavales.

## Monumentos e indicadores históricos en Guam relacionados con la ocupación
- Parque nacional Histórico de la Guerra del Pacífico cerca de Asan, Guam
- Plaza de España- Agaña,Guam
- Cuevas y celdas en el Parque Tutuhan- Agaña, Guam